# Gekbrong (plaats)
Gekbrong is een bestuurslaag in het regentschap Cianjur van de provincie West-Java, Indonesië. Gekbrong telt 7639 inwoners (volkstelling 2010).